# NGC 1236
NGC 1236 é uma galáxia espiral (S) localizada na direcção da constelação de Aries. Possui uma declinação de +10° 48' 32" e uma ascensão recta de 3 horas, 11 minutos e 27,9 segundos.
A galáxia NGC 1236 foi descoberta em 5 de Outubro de 1864 por Albert Marth.